# Lorenzo Porciatti
Lorenzo Porciatti (né le 3 septembre 1864 à Cana, une frazione de Roccalbegna et mort le 17 mars 1928 à Grosseto) est un architecte de l'Art nouveau et néo-gothique italien.

## Œuvres
Lorenzo Porciatti a notamment réalisé :
- Villino Panichi, 1900, Piazza della Vasca à Grosseto
- Palazzo Comunale (it), 1901, à Montieri
- Chapelle de Merope Becchini (it), 1902, à San Lorenzo, Arcidosso
- Palazzo Aldobrandeschi, 1903, Piazza Dante à Grosseto
- Mausoleo Vivarelli (it), 1906, à Talamone
- Villino Pastorelli, 1913, via Fallaci à Grosseto
- Palazzo Tripoli, 1915, Piazza Tripoli à Grosseto